# Agnieszka Fikiel
Agnieszka Katarzyna Fikiel (ur. 30 lipca 1987 w Krakowie) – polska koszykarka występująca na pozycji środkowej, posiadająca także niemieckie obywatelstwo, reprezentantka tego kraju, obecnie zawodniczka GiroLive Panthers Osnabrück SC.

## Życiorys
Pochodzi z koszykarskiej rodziny. Jest córką reprezentanta Polski, olimpijczyka (z 1980) – Krzysztofa Fikiela. W koszykówkę grał też jej starszy brat Jan. Jej matka Barbara Fikiel, z domu Rabajczyk była reprezentantką Polski w siatkówce.
19 lipca 2018 została zawodniczką InvestInTheWest AZS AJP Gorzowa Wielkopolskiego. 9 sierpnia 2019 dołączyła do niemieckiego zespołu Herner.
21 stycznia 2021 zawarła umowę z niemieckim GiroLive Panthers Osnabruck SC.

## Osiągnięcia
Stan na 2 października 2019.
Drużynowe
- Mistrzyni:
  - Polski (2007)
  - Niemiec (2012, 2013)
- Wicemistrzyni Polski (2016, 2019[4])
- Finalistka pucharu Polski (2007, 2015)
- Uczestniczka rozgrywek:
  - Euroligi (2014/2015)
  - Eurocup (2012/2013, 2016/2017)

Indywidualne
- Zaliczona do I składu pucharu Polski (2015)[5]

Reprezentacja
- Uczestniczka:
  - kwalifikacji do Eurobasketu (2013, 2015, 2017)
  - U–16 (2003 – 9. miejsce)
  - U–18 (2004 – 12. miejsce)